# Joanne Siegel
Joanne Siegel, vero nome Jolan Kovacs (Cleveland, 1º dicembre 1917 – Santa Monica, 12 febbraio 2011), è stata una modella statunitense, nota per essere stata d'ispirazione per il personaggio dei fumetti Lois Lane.

## Biografia
Jolan Kovacs nasce il 1º dicembre 1917 a Cleveland da una famiglia ungherese; il suo nome, Jolan, viene spesso storpiato in Joan o Joanne. Debutta come modella a Boston, impiegando anche il nome d'arte di Joanne Carter. Durante la seconda guerra mondiale lavora in un cantiere navale per supportare lo sbarco statunitense.
Nel 1948 sposa Jerry Siegel, co-creatore del personaggio dei fumetti Superman insieme a Joe Shuster, per il quale Joanne già era stata ispirazione per la creazione della giornalista Lois Lane, compagna dell'eroe.
Dalla morte del marito, nel 1996, Joanne Siegel si dedica ad una lunga battaglia legale per i diritti di Superman, ai tempi ceduti a DC Comics per 130 dollari, che si conclude nel 2008 con il riconoscimento dei proventi per le famiglie Siegel e Shuster.
Joanne Siegel muore il 12 febbraio 2011, all'età di 93 anni.